# 신성환
신성환(1968년 10월 10일 ~ )은 대한민국의 전직 축구 선수이다. 현역 시절 포지션은 수비수였다.